# Референдум за съдене на виновниците за националните катастрофи (1922)
Референдум за съдене на виновниците за националните катастрофи се провежда в България на 19 ноември 1922. Той е одобрен от 74,33 % от избирателите.
Управляващите от БЗНС искат да бъдат дадени под съд членовете на кабинетите на правителствата, водени от Иван Евстратиев Гешов, Стоян Данев и Александър Малинов. В Пиринска Македония масово се гласува "против" заради просръбската политика на управляващата БЗНС, изразила се в преследване на ВМРО и предотвратяването на организирането за народоосвободителна борба на българите в Западните Покрайнини и обвиненията към водачите на партията Александър Стамболийски и Райко Даскалов, че с оглавения от тях метеж след пробива при Добро поле са виновни за българското поражение в Първата световна. Няколко силно опозиционни на земеделското правителство града също гласуват предимно против.

## Резултати
| Избора                     | Гласове | %     |
| -------------------------- | ------- | ----- |
| За                         | 647,313 | 74.33 |
| Против                     | 223,584 | 25.67 |
| Невалидни/празни гласове   | 60 165  | –     |
| Общо                       | 931,062 | 100   |
| Източник: Direct Democracy |         |       |